# Dalur
Dalur – wieś na Wyspach Owczych licząca obecnie (I 2015 r.) 34 mieszkańców. Kod pocztowy miejscowości: FO-235.

## Demografia
Według danych Urzędu Statystycznego (I 2015 r.) jest 83. co do wielkości miejscowością Wysp Owczych.